# Buasjön, Blekinge
Buasjön är en sjö i Karlshamns kommun i Blekinge och ingår i Bräkneån-Mieåns kustområde. Sjön är 9,1 meter djup, har en yta på 0,0479 kvadratkilometer och är belägen 86,7 meter över havet.

## Delavrinningsområde
Buasjön ingår i det delavrinningsområde (624288-144797) som SMHI kallar för Mynnar i Klockarebäcken. Medelhöjden är 98 meter över havet och ytan är 19,8 kvadratkilometer. Det finns inga avrinningsområden uppströms utan avrinningsområdet är högsta punkten. Vattendraget som avvattnar avrinningsområdet har biflödesordning 3, vilket innebär att vattnet flödar genom totalt 3 vattendrag innan det når havet efter 18 kilometer. Avrinningsområdet består mestadels av skog (92 procent). Avrinningsområdet har 0,54 kvadratkilometer vattenytor vilket ger det en sjöprocent på 2,7 procent.